# WCT 의성 국제 컬링컵
WCT 의성 국제 컬링컵(Korean Mixed Doubles Curling Championship)은 대한민국 경상북도 의성군에서 열리는 컬링 대회로, 2019년에 창설되었다.